# Kindler-Syndrom

Autosomal-rezessiver Erbgang

Das Kindler-Syndrom ist eine seltene autosomal rezessiv vererbte Hautkrankheit (Dermatose), die durch eine Mutation des KIND1-Gens verursacht wird. Die Krankheit wird in der Literatur auch als kongenitale bullöse Poikilodermie beschrieben.
Die Krankheit gehört, wie die Porphyria cutanea tarda, die erythropoetische Protoporphyrie und die aktinische Prurigo, zu der Gruppe der Photodermatosen.
Synonyme sind: Akrokeratotisches Poikiloderma; KS; Poikilodermie Typ Kindler; englisch POIKILODERMA, HEREDITARY ACROKERATOTIC;BULLOUS ACROKERATOTIC POIKILODERMA OF KINDLER AND WEARY;POIKILODERMA, CONGENITAL, WITH BULLAE, WEARY TYPE
Die Bezeichnung bezieht sich auf den Erstautor der Erstbeschreibung aus dem Jahre 1954 durch die Ärztin Theresa Kindler.
Von P. Weary stammt eine weitere Beschreibung aus dem Jahre 1971.

## Diagnose
Bei Neugeborenen ist eine Blasenbildung auf der Haut zu beobachten. Die oft hypo- oder hyperpigmentierte Haut ist trocken und leicht schuppig. Dazu kommen Lichtempfindlichkeit (Photosensitivität), Atrophie und Fragilität der Haut sowie Verwachsungen der Schleimhäute und Übergangsschleimhäute.
Bereits in der Jugend zeigt sich bei den Patienten eine Parodontose. Im Anal- und Genitalbereich der Patienten sind Schleimhauterosionen und Fissuren zu finden. Des Weiteren Urethrastenose und Phimose.
Im Elektronenmikroskop sind Unterbrechungen und Verzweigungen der Basalmembran sichtbar.

## Inzidenz
Das Kindler-Syndrom ist eine sehr seltene Erkrankung. Weltweit wurden, seit der ersten Beschreibung von Theresa Kindler, über 100 Fälle der Krankheit berichtet. Ein Cluster von 26 Patienten mit diesem Syndrom wurde bei einem Volksstamm in der Provinz Bocas del Toro im Nordwesten der Karibikküste von Panama gefunden.

## Genetik
Die Ursache für das Kindler-Syndrom ist eine Mutation auf Chromosom 20, Genlocus 20p13. Auf dieser Position liegt das C20orf42-Gen (KIND1), welches das Kindlin-1-Protein, auch Kindlerin oder Kindlin-Syndrom-Protein genannt, kodiert. Kindlin 1 ist ein intrazelluläres Zytoskelett-Linkerprotein, das aus 677 Aminosäuren aufgebaut ist.
Die Abwesenheit des Kindlin-1-Proteins in der Haut führt zu mehreren Veränderungen der basalen Keratinozyten: die Zellpolarität ist aufgehoben, die Proliferation ist erheblich reduziert und viele Zellen unterliegen der Apoptose (programmierter Zelltod).
Kindlin-1 ist ein Homolog des Proteins UNC-112 des Fadenwurms Caenorhabditis elegans. Dies ist ein membran-assoziiertes Struktur- / Signalprotein, das eine wichtige Rolle beim Verbinden des Aktins des Zytoskelettes mit der Extrazellulären Matrix spielt.

## Prognose
Die Patienten haben eine normale Lebenserwartung. Mit zunehmendem Alter verringert sich die Blasenbildung der Haut. Das Risiko an Hautkrebs oder einem Karzinom der Schleimhäute (Plattenepithelkarzinom) zu erkranken, ist allerdings signifikant höher.